# Trans-Europa Express (canção)
"Trans-Europa Express" (na versão em inglês, "Trans-Europe Express") é a canção que dá nome ao álbum homónimo de 1977 dos Kraftwerk, Trans-Europa Express. Foi lançada em single de 7" na altura, e em CD-single em 1990. A música foi escrita por Ralf Hütter, e a letra é da autoria de Hütter e Emil Schult. A canção tem como tema o sistema ferroviário Trans Europ Express, um tema comum na banda tal como a tecnologia e os transportes.
Esta canção influenciou vários músicos e géneros musicais como o hip hop através da sua interpolação, como em "Planet Rock" de Afrika Bambaataa (via Arthur Baker), a qual foi remisturada por diferentes artistas como Paul Oakenfold na banda sonora de Swordfish, e como várias bandas experimentalistas modernas de electroclash do início dos anos 2000.

## Lançamento
Trans-Europe Express foi comercializado como single em 1977, e atingiu a posição n.º67 da tabela Billboard Hot 100. A música começou a aparecer nas tabelas do Reino Unido na década de 1970. Em relação ao álbum, este só surgiu nas tabelas em 6 de Fevereiro de 1982, onde permaneceu durante sete semanas, alcançando ao 49.º lugar.